# Campo magnético terrestre y migraciones animales
Las migraciones animales son los desplazamientos que realizan periódicamente de un lugar a otro con la finalidad de incrementar sus oportunidades de supervivencia como especie. Las migraciones han llamado nuestra atención desde hace miles de años pero es hasta apenas en el siglo XVIII cuando Buffon comenzó a comprender el mecanismo de las migraciones. Los animales pueden llevar a cabo  desplazamientos de decenas de miles de kilómetros, como el charrán ártico (Sterna paradisaea), o menores, sin dejar por  esto de ser asombrosos. No todos los animales utilizan los mismos recursos para orientarse durante las migraciones, algunos utilizan el olfato, otros la luz o su visión, en algunas especies incluso se estudia la posibilidad de memoria genética y la participación de sus ciclos circadianos.
El campo magnético también influye en la orientación de algunos animales como las abejas , y algunos tipos de insectos, peces,  tortugas, mamíferos acuáticos y aves durante sus migraciones.Este campo fue descrito por primera vez por Gauss y  es producido por el movimiento de los minerales que forman el núcleo terrestre, principalmente compuestos de aleaciones férricas, los cuales generan flujos eléctricos que a su vez producen campos magnéticos, la suma de todos ellos conforma el campo magnético terrestre. La intensidad y las líneas del campo magnético  varían en la superficie terrestre, lo que puede ayudar en la orientación permitiendo al organismo conocer su ubicación geográfica. Hay dos óxidos de fierro con fuerte magnetismo  que se encuentran presentes  en organismos animales, la magnetita y la maghemita, incluso se encuentran en el cerebro humano.
Los cristales de estos compuestos tienen diferentes dimensiones que se relacionan con sus propiedades magnéticas, desempeñando así el papel de sensores magnéticos para dotar a estos animales de magnetorrecepción .  
En 1882 Viguier hace la primera referencia escrita a la orientación de los animales  por el campo magnético terrestre. En 1972 los trabajos de Lindauer y Martin reconocen como magnetotaxis el sentido que permite a los organismos detectar el campo magnético y utilizarlo como guía en sus migraciones, sin embargo no se disponía de la tecnología actual para demostrarlo.  
Para entender el fenómeno  de magnetorrecepción, se han postulado tres mecanismos diferentes: 
1. la hipótesis ferromagnética, que involucra la existencia de partículas magnéticas como transductores del campo magnético.
2. la modificación del mecanismo de visión, a través de la creación de radicales químicos por pares, la cual depende de la presencia de campos magnéticos.
3. la inducción electromagnética, en la cual variaciones del flujo magnético pueden producir campos eléctricos y corrientes de iones. Este mecanismo ya ha sido encontrado en algunos peces eléctricos.[2]

En algunos peces existen cristales de  magnetita en las células de sus fosas nasales, en otros animales como las abejas, aves, salmones y tortugas se encuentran cristales de magnetita en las membranas de algunas de sus neuronas. Otros receptores magnéticos han sido encontrados en los ojos, la nariz y los oídos de las aves, en células con íntima relación con neuronas.
En algunos mamíferos como vacas y ciervos es estadísticamente notable la orientación norte sur de sus cuerpos al pastar o descansar, alineando su cuerpo con las líneas del campo magnético. 
En los animales la detección del campo magnético ha sido ampliamente demostrada, lo que se sigue investigando es el mecanismo mediante el cual esa detección es utilizada para que el sistema nervioso determine no solo la ubicación geográfica sino además la ruta a seguir hacia su destino.

## Experimentos con animales y campos magnéticos

### Aves
J. Reille realizó experimentos con palomas mensajeras en 1968, a un grupo de palomas le colocó un imán en la cabeza mientras que al otro no, en días soleados ambos grupos regresaron al nido sin dificultad, en días nublados las palomas con el imán no podían regresar mientras que las otras si, esto puso de manifiesto que en condiciones de poca luz las palomas se orientan gracias al campo magnético terrestre y que en las palomas que tenían el imán ese campo magnético era alterado impidiendo la magnetorrecepción .
W.Wiltschoko y Merkel realizaron en 1965 experimentos con el petirrojo europeo (Erithacus rubecula), colocándolo en una jaula octogonal produjeron campos magnéticos artificiales con los cuales se orientaban.

### Insectos
Experimentos llevados a cabo por diferentes centros de investigación con la hormiga (Pachycondyla marginata) determinaron que las partículas magnéticas que contienen sus antenas les permiten detectar los campos magnéticos terrestres, norte y sur y convertir ese estímulo en señales nerviosas que van al ganglio encefálico de la hormiga, y le permiten desplazamientos en ángulos de 13 grados con el eje magnético terrestre.

### Peces
En 2012 un grupo de investigadores de la universidad de Oregon construyeron una gran plataforma en la que podían generar diferentes campos magnéticos, variando no solo su inclinación sino también su intensidad, experimentaron con salmones jóvenes, de apenas 2 pulgadas, criados en laboratorios, de tal manera que no pudieran repetir conductas aprendidas y pudieron observar que los peces nadaban para desplazarse de acuerdo al campo magnético que detectaban .
En 2016 Kingsford demostró que las larvas de peces cardenal que son peces de arrecife pueden regresar al arrecife gracias a la orientación que les brinda la detección del campo magnético nadando en una dirección sureste.Durante el experimento pudieron observar que al modificar en 120 grados el campo magnético las larvas comenzaron a desplazarse hacia el oeste.

### Mamíferos
(En 2007 Wang, Pan, Parsons y otros científicos  llevaron a cabo experimentos con murciélagos los cuales en condiciones normales tienen una predilección por colgarse en la parte norte de su nido de descanso. Durante el experimento se invirtió la componente vertical del campo y no se observó ninguna alteración en el comportamiento de los murciélagos, sin embargo al invertir la componente horizontal del mismo los murciélagos se reacomodaron en el extremo sur del nido.)
En 2012 Oliveriusová, Nemec, Králová y Sedlácek llevaron a cabo experimentos con dos especies de ratas topo, la rata topo de Mechow (Fukomys mechowii) y la rata topo plateada ( Heterocephalus glaber), las cuales muestran una preferencia para construir sus nidos en la porción sureste de su territorio, al crear campos magnéticos artificiales para sus territorios la dirección de la construcción del nido se modificaba de acuerdo al norte magnético.